# Leonardo Agostini

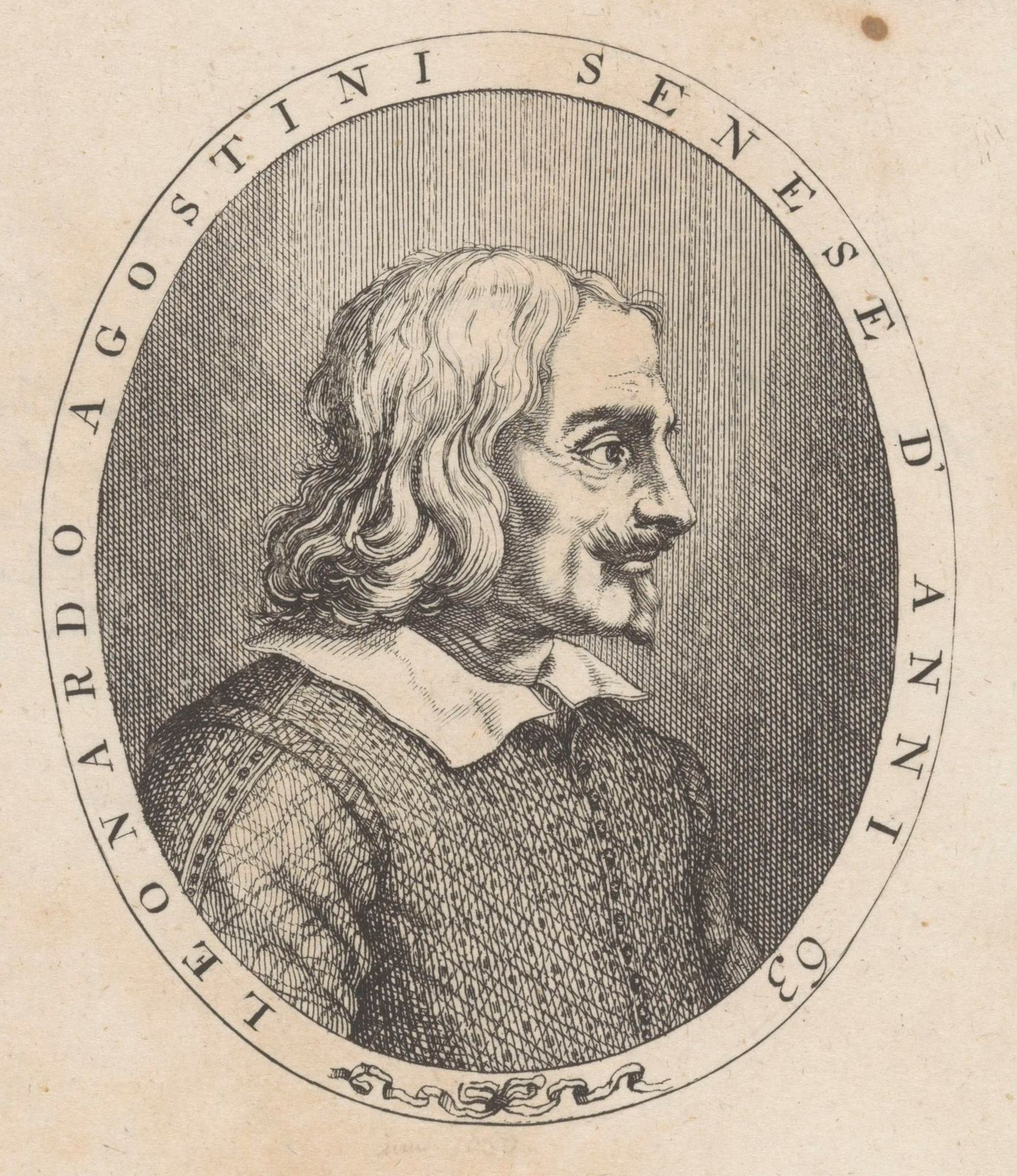
Leonardo Agostini

Leonardo Agostini (* 1594 in Boccheggiano (heute zu Montieri); † August 1676 in Rom) war ein italienischer Altertumsforscher. Er gilt als einer der bedeutendsten „Antiquare“ seiner Zeit und machte sich vor allem um die Erforschung der antiken Gemmen verdient. Agostini war von 1655 bis 1670 päpstlicher Antiquar und Aufseher über die Antikensammlungen und Ausgrabungen des Kirchenstaates (Commissario delle Antichità).

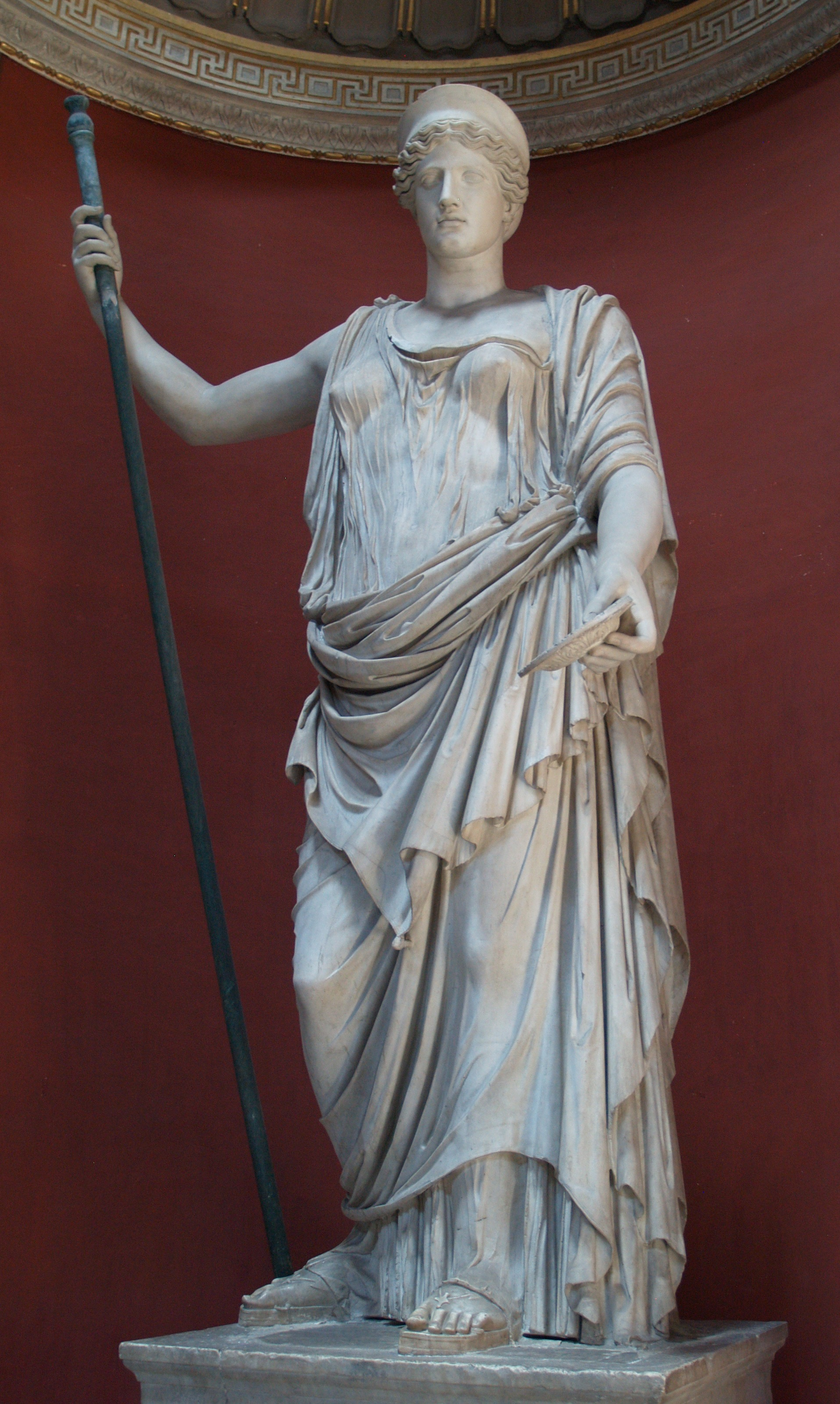
Die Hera Barberini in den Vatikanischen Museen

## Leben
Leonardo Agostinis Biografie ist vor seiner Übersiedelung nach Rom nur bedingt greifbar. Er studierte an der Universität Siena und ging dann nach Florenz, wo er unter dem Patronat der Medici stand. Von Florenz ging er nach Rom, wo er seit Beginn der 1630er Jahre Kardinal Francesco Barberini mit antiken Statuen und Baumaterialien für den renovierten Palazzo Barberini versorgte. Auf Fürsprache von Cassiano Dal Pozzo wurde Agostini 1639 mit der Betreuung der Münz- und Antikensammlung von Kardinal Barberini betraut. 1649 publizierte er mit der erstmals 1612 erschienenen Schrift Filippo Parutas zu den antiken Münzen Siziliens in überarbeiteter und um die Abbildungen von 400 Münzen stark erweiterter Form sein erstes Buch. Ab etwa 1650 berichtete er regelmäßig über archäologische Neufunde an Leopoldo de’ Medici und vermittelte diesem auch Antiken. Papst Alexander VII. ernannte ihn in Nachfolge von Niccolò Menghini zum Commissario delle Antichità, 1670 wurde Giovanni Pietro Bellori sein Nachfolger in diesem bedeutenden Amt. Er beauftragte in dieser Funktion als Oberaufseher über die antiken Monumente und die päpstlichen Sammlungen der Stadt Ausgrabungen und erteilte Genehmigungen an Privatpersonen. Zudem führte er prominente Rombesucher durch die antike Stadt. Er führte auch eigene Grabungen durch, von besonderer Bedeutung waren die Ausgrabungen auf dem Forum und 1657 auf dem Caelius. Bei den Ausgrabungen in den Thermen bei der Kirche San Lorenzo in Panisperna entdeckte er die Hera Barberini. Agostini kannte sich auf dem Markt für Antiken sehr gut aus, wusste etwa über den Wert von Sammlungen gut Bescheid, war aber auch über Neufunde von Antiken gut informiert. Als Hofantiquar hatte er zudem ein geschultes Auge für die Unterscheidung antiker und neuzeitlicher Gemmen und Münzen. Agostini selbst trug sowohl eine große Bibliothek als auch eine private Sammlung von Gemmen, Münzen, Bronzen und Marmorbüsten zusammen. Nach seinem Tod gelangten sie zum Teil in die Sammlung von Cosimo III. de’ Medici, ein Teil der Gemmensammlung befindet sich heute im Archäologischen Nationalmuseum Florenz.
Agostinis Hauptwerk sind die Gemme antichi figurate, zu dem Giovanni Battista Galestruzzi Bilder beisteuerte. Hier stellte er die Gemmen nicht nur wie üblich mit der Erläuterung des Bildes vor, sondern gab auch als erster Forscher das Material an, aus dem die Stücke geschaffen waren. Hinzu kommen weitere Erläuterungen von Giovanni Pietro Bellori, Agostini brachte seinem späteren Nachfolger sehr großes Vertrauen entgegen. Der erste Band enthielt Stücke aus der Sammlung Barberinis, die thematisch angeordnet waren, der zweite Band enthielt Stücke aus Rom ohne thematische Gliederung. Trotz seiner Fachkenntnis in Fragen der Echtheit von Gemmen interessierte ihn eher das Motiv, weshalb er in seinen Werken neben antiken, vor allem römischen Gemmen, auch Stücke der Renaissance und der Neuzeit aufnahm. Das Werk wurde noch nach dem Tode Agostinis häufig neu aufgelegt beziehungsweise nachgedruckt, etwa 1686 durch Pietro Santi Bartoli, und hatte eine lange Nachwirkung. 1685 publizierte Jakob Gronovius eine lateinische Übersetzung in Amsterdam. Agostini erkannte die Bedeutung antiker Überreste, insbesondere der Gemmen, als Vorlagen für zeitgenössische Künstler. Mit vielen Forschern und Künstlern war er persönlich bekannt, neben den schon genannten kannte er beispielsweise Andrea Sacchi. Zudem besaß er eine Karikatur von Annibale Carracci.